# 1904 aux États-Unis
Pour des articles plus généraux, voir Chronologie des États-Unis et 1904.
Chronologie des États-Unis
- 1900
- 1901
- 1902
- 1903
- 1904
- 1905
- 1906
- 1907
- 1908

Cette page concerne des événements d'actualité qui se sont produits durant l'année 1904 du calendrier grégorien aux États-Unis.

## Événements
- 7 février : grand incendie de Baltimore.
- 23 février : la zone du canal de Panama est cédée aux Américains.
- 14 mars : première mesure contre les trusts de l’administration Roosevelt : la Northern Securities Co. est dissoute au nom de la loi Sherman.
- 30 avril : aux États-Unis, ouverture de l'Exposition universelle de Saint-Louis.
- 15 juin : incendie du navire à vapeur General Slocum à New York, plus de 1000 morts.
- 1er juillet : ouverture des Jeux olympiques de Saint-Louis.
- 27 octobre : ouverture de la première ligne de métro de la ville de New York entre City Hall et Harlem.
- 8 novembre : Theodore Roosevelt (R) est réélu président des États-Unis.
- 6 décembre : « Corollaire Roosevelt ». Devant le Congrès, Roosevelt complète la doctrine de Monroe. Les États-Unis s’arrogent le droit d’intervenir sur tout le continent américain en cas de troubles locaux ou d'ingérence de nations étrangères. Les États-Unis seraient prêts à assumer le rôle d'une police internationale. Le président Roosevelt utilise l'image du « gros bâton ». (big stick) pour décrire cette nouvelle politique. Le corollaire sera abrogé en 1923.
- Médiation de Roosevelt entre la Russie et le Japon, qui aboutit au traité de Portsmouth (août 1905).
- 318 trusts, dont le capital s’élève à plus de 7 milliards de dollars, contrôlent 40 % de la production américaine.
- En 1904, 27 000 travailleurs trouvent la mort sur leur lieu de travail dans les secteurs industriel, du transport et de l’agriculture.
- Multiplication des conflits sociaux : 4000 en 1904 pour un millier par an en moyenne dans les années 1890.
- Le gouvernement des États-Unis interdit l’octroi de tout nouveau contrat de travail à des ouvriers japonais.